# Apparatjik
Apparatjik es un supergrupo de rock con tintes de música electrónica y experimental, formado en 2008 por el bajista Guy Berryman de Coldplay, el guitarrista y teclista Magne Furuholmen de A-ha, el cantante y guitarrista Jonas Bjerre de Mew y el productor Martin Terefe.

## Historia
La banda se formó originalmente para grabar una canción para el disco de beneficencia Songs for Survival para la organización de los derechos humanos Survival International. El disco fue producido por Martin Terefe y Molly Oldfield. Esta misma canción fue después utilizada como tema para la serie Amazon de la BBC 2 de la TV británica. 
Continuaron trabajando juntos en el estudio de Magne Furuholmen en Noruega, y crearon más canciones que fueron presentando en su sitio de Myspace y en YouTube. También desarrollaron un singular sitio web en donde presentaron videos y algunos previos de canciones. El 30 de noviembre de 2009 presentaron su primera canción oficial, «Electric Eye», incluida en su álbum debut.

## Integrantes
- Jonas Bjerre – Vocalista, guitarra (2008-presente)
- Magne Furuholmen – guitarra, teclados, voz (2008-presente)
- Guy Berryman –  bajo, voz (2008-presente)
- Martin Terefe – batería, voz (2008-presente)

## Discografía
- 2010: We Are Here
  - Editado: 1 de febrero de 2010
  - Relanzamiento: 15 de junio de 2010
  - Compañía: Meta Merge Un Recordings

- 2011: Square Peg in a Round Hole